# Tower Hamlets
Tower Hamlets

Vist i Greater London
| Status                | Bydel i London |
| Areal:                | 19,77 km²      |
| Befolkning:           | 206.825 (2002) |
| Befolkningstæthed:    | 10.462 pr. km² |
| ONS-kode:             | 00BG           |
| Adm. center:          | Blackwall      |
| Adm. grevskab:        | Greater London |
| Ceremonielt grevskab: | Greater London |
|                       |                |
| Region:               | Greater London |
|                       |                |

Tower Hamlets (officielt: London Borough of Tower Hamlets) er en bydel med området kendt som East End i London, øst for City of London og nord for Themsen. .
Navnet har været i brug i flere århundrer, da bydannelsen opstod som små landsbyer (hamlets) nær Tower of London. Landsbyerne måtte ifølge en lov fra det 16. århundrede stille med vagtmandskaber til Tower. Bydelen i moderne forstand blev oprettet i 1965 af valgkredsene Bethnal Green, Poplar og Stepney.
Bydelen omfatter store dele af havneområdet Docklands med West India Docks og Canary Wharf.
Tower Hamlets var en af fem bydele som var vært for Sommer-OL 2012.

## Steder i Tower Hamlets
- Bethnal Green, Blackwall, Bow, Bromley-by-Bow
- Cambridge Heath, Cubitt Town
- Globe Town
- Isle of Dogs
- Limehouse
- Mile End, Millwall
- Old Ford
- Poplar
- Ratcliff
- Shadwell, Spitalfields, Stepney
- Wapping, Whitechapel

## Eksterne links
- Wikimedia Commons har flere filer relateret til Tower Hamlets

51°30′36″N 0°00′22″V / 51.51°N 0.0061°V